# Wilhelm Miklas
Wilhelm Miklas (født 15. oktober 1872 i Krems an der Donau, Niederösterreich, død 20. marts 1956 i Wien) var en østrigsk politiker, som var landets tredje præsident fra 1928 til Nazi-Tysklands annektering af Østrig i 1938.
Miklas studerende historie og geografi ved Universität Wien og var samtidig politisk aktiv i Christlichsoziale Partei. Han blev valgt som præsident 10. december 1928, og sad til Østrig blev annekteret af Nazityskland ti år senere. 
Oprindeligt tilbød han amnesti til fængslede nazister, men afviste at overlade ledelsen af politistyrken til nazisten Arthur Seyss-Inquart. Han blev dog tvunget til det af Hitler, og Seyss-Inquart blev udnævnt til indenrigsminister. Miklas var upopulær blandt de østrigske nazister, fordi han afviste at ophæve dødsstraffene, der var idømt efter det mislykkede putsch mod kansler Engelbert Dollfuss i 1934.
Tyskernes krav voksede, og 11. marts krævede Hermann Göring, at Seyss-Inquart skulle efterfølge Kurt Schuschnigg som kansler. Hvis ikke kravet blev imødekommet, ville Østrig blive invaderet af tyske tropper den følgende dag. Miklas afviste, og efter at Mussolini bekræftede overfor Hitler, at han ikke ville blande sig, blev det annonceret, at de tyske tropper ville invadere landet ved daggry næste dag. Selv om Miklas kapitulerede ved midnat, var det for sent. Da de tyske tropper krydsede grænsen, blev de i høj grad modtaget som helte. Miklas blev lagt for had af mange medlemmer af det østrigske nazistparti, og han blev beskyttet af den senere Waffen-SS-officer Otto Skorzeny. Miklas kom i husarrest og forlod den politiske scene.